# Gjoko Taneski
Gjoko Taneski (Macedonisch: Ѓоко Танески) (Ohrid, 2 maart 1977) is een Macedonische zanger. 
In 2010 verkreeg hij in heel Europa bekendheid, toen hij namens zijn land deelnam aan het Eurovisiesongfestival 2010 in de Noorse hoofdstad Oslo. Taneski trad aan in de halve finale met zijn in het Macedonisch gezongen nummer Jas ja imam silata, maar wist zich hiermee niet te kwalificeren voor de finale. Hij eindigde met 37 punten op de 15de plaats, het slechtste resultaat voor een Macedonisch songfestivalliedje tot dan toe.
1998: Vlado Janevski · 
2000: XXL · 
2002: Karolina · 
2004: Toše Proeski · 
2005: Martin Vučić · 
2006: Elena Risteska · 
2007: Karolina · 
2008: Tamara, Vrčak & Adrian Gaxha · 
2009: Next Time · 
2010: Gjoko Taneski · 
2011: Vlatko Ilievski · 
2012: Kaliopi · 
2013: Esma & Lozano · 
2014: Tijana Dapčević · 
2015: Danijel Kajmakoski · 
2016: Kaliopi · 
2017: Jana Burčeska · 
2018: Eye Cue · 
2019: Tamara Todevska · 
2021: Vasil · 
2022: Andrea